# Vačice virginská
Vačice virginská (Didelphis virginiana) je jediný druh recentního vačnatce, žijícího na území Severní Ameriky.

## Areál rozšíření
Vačice virginská (Didelphis virginiana) je velmi přizpůsobivá a v Severní Americe aktivně zvětšuje území, na kterém žije. Využívá výhody plynoucí z osídlení člověkem, hnízdí v hromadách stavebního odpadu či v přístavbách, vyhledává odpadky.

## Způsob života
Je všežravá a mezi její potravu patří ptačí vajíčka, ale i květiny, ovoce a zdechliny. Vačice jedí až 95% klíšťat, se kterými se setkávají a odhaduje se, že požírají až 5 000 klíšťat za sezónu, což pomáhá předcházet šíření nemocí narozených klíšťaty, včetně lymské boreliózy. Vačice virginská je největší americký vačnatec. Je aktivní v noci a obvykle žije na zemi. K tomu dobře šplhá a plave. Není sice striktně teritoriální, ale mimo období páření se vyhýbá ostatním jedincům svého druhu. Váží až 5,5 kilogramu a dlouhá je 35 až 94 centimetrů. Je nenáročná a přizpůsobivá.

## Rozmnožování
Samice může mít až osmnáct mláďat v jednom vrhu, i když počet mléčných bradavek postačuje jen pro třináct.[zdroj⁠?!] Doba březosti samice trvá 12,5 až 13 dnů. Počet mláďat v jednom vrhu činí většinou 1 až 13 mláďat. Mláďata, která přežijí, zůstávají přichycena na bradavkách 50 dní a vak opouštějí za 70 dní.

## Únik před predátory
Při vážném ohrožení vačice předstírá smrt, aby tím zmátla predátory. Dokáže ležet na boku až 6 hodin bez jediného náznaku pohybu. Ústa a oči jsou otevřené a vačice nereaguje na jakékoliv podněty včetně doteku. Může také vyměšovat hnilobě páchnoucí tekutinu z řiti.